# 네고시우 다 시나
《네고시우 다 시나》(포르투갈어: Negócio da China)는 TV 글로부에서 2008년 10월 6일부터 2009년 3월 13일까지 방영된 브라질의 텔레노벨라이다.

## 출연진
- 황청주 - 류장[1]
- 브루나 마르케지니 - 플로르 데 리스 실베스트레
- 앤더슨 류 - 오장
- 그라지 마사페라 - 리비아 노로냐
- 리카르도 페레이라 - 주앙 비에가스
- 로드리고 멘돈사 - 라미로 벨라케스
- 티아고 프라고소 - 디에고 두마스 폰타네라
- 페르난다 데 프레이타스 - 안토넬라 베르타치
- 줄리아나 지도니 - 마리아 셀레스트 모레이라